# 天主教伊亞佩爾自治監督區
天主教伊亞佩爾自治監督區（拉丁語：Praelatura Territorialis Illapensis）是智利一個羅馬天主教自治監督區，屬拉塞雷納總教區。
監督區成立於1960年4月30日，位於喬阿帕省。2004年有教友78,000人（佔轄區總人口95.1%）、十二個堂區、十九名司鐸。現任監督為若熱·維加·貝拉斯科。